# Darryl Boyce
Pour les articles homonymes, voir Boyce.
Darryl Boyce (né le 7 juillet 1984 à Charlottetown,  dans la province de l'Île-du-Prince-Édouard au Canada) est un joueur professionnel canadien de hockey sur glace,.

## Carrière de joueur
Après quatre saisons passées avec les St. Michael's Majors de Toronto et n'ayant aucun contrat professionnel, il décide de poursuivre ses études universitaires. Il s'inscrit donc à l'Université du Nouveau-Brunswick et peut continuer à pratiquer le hockey avec l'équipe de l'université.
Il y joue que deux saisons, car il accepte un contrat avec une équipe de la Ligue américaine de hockey, les Marlies de Toronto. Ce club étant affilié aux Maple Leafs de Toronto de la Ligue nationale de hockey reçoit régulièrement des dépisteurs de la grande ligue. Il est remarqué par les Maple Leafs qui lui offrent un contrat en janvier 2008. Il joue sa première partie dans la LNH quelques semaines après, le 24 janvier, contre les Capitals de Washington. Cependant, il se blesse à l'épaule en cours de rencontre et rate le reste de la saison.

## Statistiques
| Saison     | Équipe                            | Ligue      |    | Saison régulière | Saison régulière | Saison régulière | Saison régulière | Saison régulière |   | Séries éliminatoires | Séries éliminatoires | Séries éliminatoires | Séries éliminatoires | Séries éliminatoires |
| Saison     | Équipe                            | Ligue      | PJ | B                | A                | Pts              | Pun              | PJ               | B | A                    | Pts                  | Pun                  |                      |                      |
| 2000-2001  | Western Capitals de Summerside    | LMHJA      | 1  | 3                | 3                | 6                | 0                | 4                | 1 | 0                    | 1                    | 0                    |                      |                      |
| 2000-2001  | Shamrocks de Parry Sound          | LHJO       | 2  | 0                | 0                | 0                | 14               | -                | - | -                    | -                    | -                    |                      |                      |
| 2001-2002  | St. Michael's Majors de Toronto   | LHO        | 67 | 10               | 11               | 21               | 71               | 15               | 2 | 5                    | 7                    | 46                   |                      |                      |
| 2002-2003  | St. Michael's Majors de Toronto   | LHO        | 64 | 16               | 21               | 37               | 119              | 19               | 1 | 3                    | 4                    | 28                   |                      |                      |
| 2003-2004  | St. Michael's Majors de Toronto   | LHO        | 64 | 13               | 24               | 37               | 110              | 18               | 1 | 3                    | 4                    | 23                   |                      |                      |
| 2004-2005  | St. Michael's Majors de Toronto   | LHO        | 67 | 15               | 35               | 50               | 152              | 10               | 2 | 5                    | 7                    | 28                   |                      |                      |
| 2005-2006  | Varsity Reds du Nouveau-Brunswick | SIC        | 28 | 15               | 17               | 32               | 50               | 8                | 5 | 4                    | 9                    | 16                   |                      |                      |
| 2006-2007  | Varsity Reds du Nouveau-Brunswick | SIC        | 25 | 14               | 19               | 33               | 63               | 6                | 4 | 2                    | 6                    | 10                   |                      |                      |
| 2007-2008  | Marlies de Toronto                | LAH        | 41 | 8                | 16               | 24               | 71               | -                | - | -                    | -                    | -                    |                      |                      |
| 2007-2008  | Maple Leafs de Toronto            | LNH        | 1  | 0                | 0                | 0                | 0                | -                | - | -                    | -                    | -                    |                      |                      |
| 2008-2009  | Marlies de Toronto                | LAH        | 73 | 12               | 18               | 30               | 131              | 6                | 2 | 0                    | 2                    | 27                   |                      |                      |
| 2009-2010  | Marlies de Toronto                | LAH        | 20 | 2                | 9                | 11               | 48               | -                | - | -                    | -                    | -                    |                      |                      |
| 2010-2011  | Marlies de Toronto                | LAH        | 35 | 6                | 10               | 16               | 48               | -                | - | -                    | -                    | -                    |                      |                      |
| 2010-2011  | Maple Leafs de Toronto            | LNH        | 46 | 5                | 8                | 13               | 33               | -                | - | -                    | -                    | -                    |                      |                      |
| 2011-2012  | Marlies de Toronto                | LAH        | 22 | 4                | 6                | 10               | 22               | -                | - | -                    | -                    | -                    |                      |                      |
| 2011-2012  | Maple Leafs de Toronto            | LNH        | 17 | 1                | 1                | 2                | 16               | -                | - | -                    | -                    | -                    |                      |                      |
| 2011-2012  | Blue Jackets de Columbus          | LNH        | 20 | 0                | 3                | 3                | 19               | -                | - | -                    | -                    | -                    |                      |                      |
| 2012-2013  | Bulldogs de Hamilton              | LAH        | 22 | 1                | 6                | 7                | 27               | -                | - | -                    | -                    |                      |                      |                      |
| 2012-2013  | JYP Jyväskylä                     | SM-liiga   | 14 | 1                | 3                | 4                | 22               | 11               | 3 | 0                    | 3                    | 31                   |                      |                      |
| 2013-2014  | Falcons de Springfield            | LAH        | 63 | 15               | 17               | 32               | 100              | 5                | 1 | 2                    | 3                    | 6                    |                      |                      |
| 2014-2015  | JYP Jyväskylä                     | Liiga      | 57 | 10               | 15               | 25               | 82               | 12               | 2 | 0                    | 2                    | 4                    |                      |                      |
| 2015-2016  | JYP Jyväskylä                     | Liiga      | 32 | 1                | 5                | 6                | 16               | 10               | 3 | 4                    | 7                    | 10                   |                      |                      |
| 2016-2017  | ERC Ingolstadt                    | DEL        | 48 | 11               | 20               | 31               | 82               | 2                | 0 | 0                    | 0                    | 16                   |                      |                      |
| 2017-2018  | Düsseldorfer EG                   | DEL        | 47 | 6                | 14               | 20               | 40               | -                | - | -                    | -                    | -                    |                      |                      |
| Totaux LNH | Totaux LNH                        | Totaux LNH | 84 | 6                | 12               | 18               | 68               | -                | - | -                    | -                    | -                    |                      |                      |

6

## Transactions
- 1er janvier 2008 : signe un contrat comme agent libre avec les Maple Leafs de Toronto.